# Nippon Yusen Kaisha
« NYK » redirige ici. Pour les autres significations, voir NYK (homonymie).

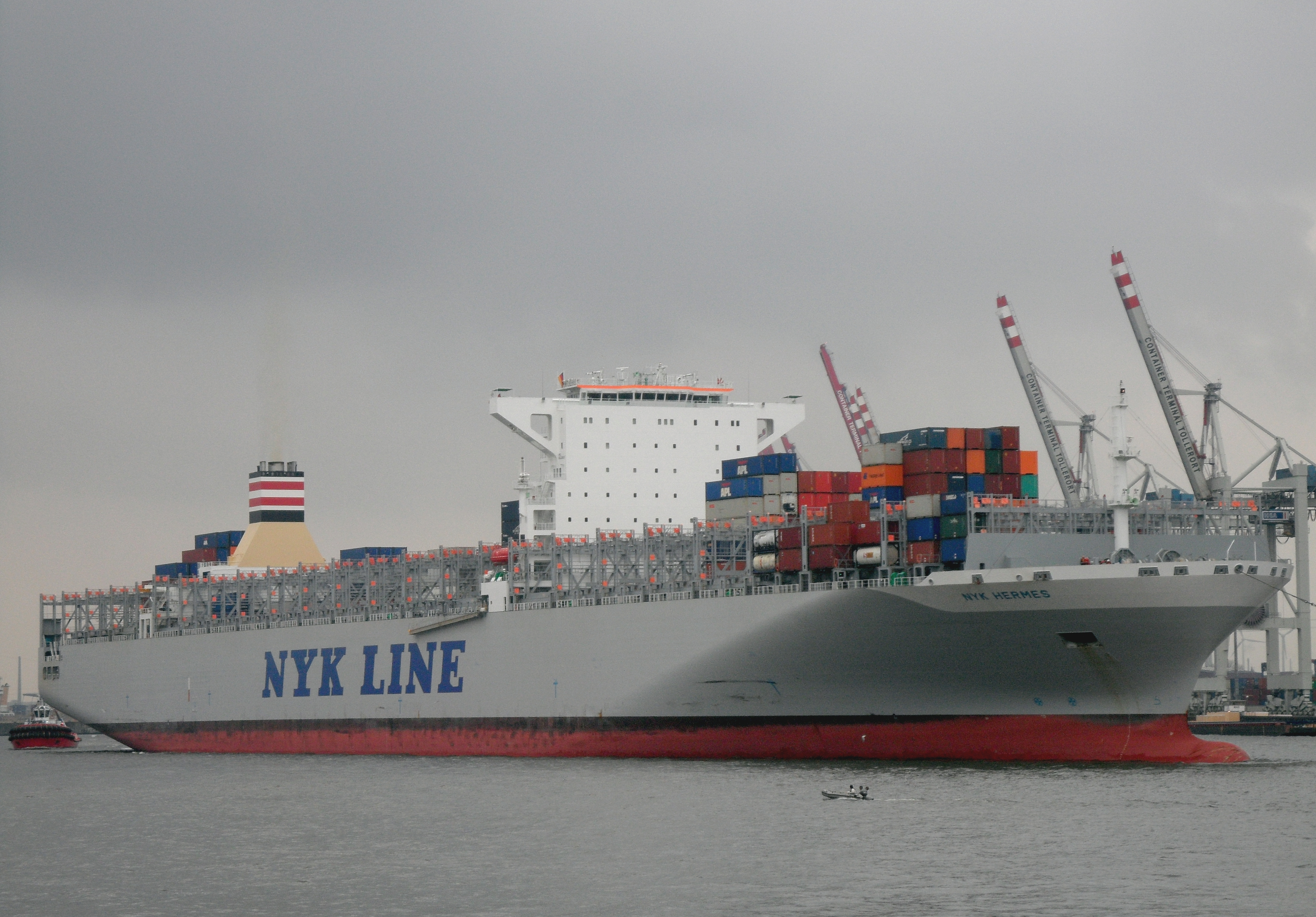
NYK Hermes devant la Tollerort terminal, Hambourg, Mars 2014

Nippon Yusen Kaisha (NYK Line) est une entreprise de transport maritime japonaise, basé à Tokyo. Elle fait partie du keiretsu Mitsubishi.

## Histoire

### Les débuts auXIXesiècle
En 1870, est fondée la société Tsukumo Shokai Shipping qui sera rebaptisée Mitsukawa Sokai en 1872 puis Mitsubishi Shokai en 1873.
En 1875, s’ouvre un service régulier maritime entre Yokohama et Shanghai, la société profite de cette occasion pour changer une nouvelle fois de nom pour être rebaptisée Mitsubishi Kisen puis Mitsubishi Mail Steamship.
Le 29 septembre 1885, elle fusionne avec Kyodo Unyu Kaisha et donnera naissance au groupement Nippon Yusen Kaisha. Celui-ci opère désormais une flotte de 58 bateaux à vapeur.

### De 1885 aux années 2000
Le transport maritime, plus précisément le transport des marchandises et des produits alimentaires est l'activité principale de NYK. Elle opérait initialement au Japon puis s’est progressivement ouverte sur le monde en créant de nouvelles routes maritimes internationales et ce, en développant des nouvelles techniques de transport.
Cependant la guerre du Pacifique en 1941 força NYK à suspendre ses services alors que la société connaissait une période faste.
Ses 222 navires et équipages sont alors réquisitionnés par le gouvernement japonais. À la fin de la guerre, 185 navires sont détruits et 5 000 marins sont morts.
Mais en 1952, le service de lignes régulières entre l’Asie et l’Europe via le canal de Suez redémarre.
Durant les années 50-60, la société NYK est représentée en France par différents agents. Ces derniers se situent au Havre, à Paris et à Marseille.
En 1968, le premier navire porte-conteneurs japonais voit le jour et naviguera entre l’Asie et les côtes californiennes. Il s’appellera : le Hakone Maru.
En 1971, NYK sera l’un des premiers armateurs à proposer une ligne de services conteneurisés entre l’Asie et l’Europe. On pourra noter l’escale inaugurale en 1973 au Havre.
Fin octobre 2016, NYK Line, MOL et K Line, les trois principales compagnies japonaises de transports de conteneurs, ont annoncé la fusion de leur activité maritime de transport de conteneurs dans une coentreprise détenue à hauteur de 38 % par NYK Line; MOL et K Line détenant 31 % chacune. Cette nouvelle entité a été baptisée ONE pour "Ocean Network Express".
Elle gère 256 navires, pour une part de marché de 7 % sur le transport maritime de conteneurs. Cette nouvelle entité a été créée en 2017. Les autres activités de ces trois groupes ne sont pas concernées par cette fusion. Cette annonce intervient peu après la faillite de Hanjin Shipping.

## Activité et implantation
Le siège social de NYK est situé à Tokyo dans l’immeuble Yusen au Japon. Ses centres logistiques sont implantés dans les grandes villes de 91 pays dans le monde comme : Londres qui est le centre logistique en Europe, Sao Paolo en Amérique du sud, etc.
Elle emploie plus de 33 000 salariés et possède 877 navires. En 1870, est fondée la société Tsukumo Shokai Shipping qui sera rebaptisée Mitsukawa Sokai en 1872 puis Mitsubishi Shokai en 1873. Elle exerce plusieurs activités de transports qui sont divisées en 5 services :

### Transports et logistique
Transport de conteneurs (Liner)
Il s'agit d'une prestation de services qui permet le transport maritime mondial par conteneurs d'une variété de produits étant essentiels à la vie quotidienne comme la nourriture, les appareils électroniques etc. 
Le Groupe NYK a fait des ajustements pour utiliser sa flotte de porte-conteneurs plus efficacement pour répondre aux pics de la demande qui sont en constance évolution.
En utilisant un réseau de transport à grande échelle, NYK continue à accroître sa capacité de transport, le nombre de services et le nombre de ports d'appel afin d'augmenter plus encore la force globale du Groupe NYK.
Les terminaux de NYK se sont vus dotés des systèmes d'exploitation et des équipements les plus modernes permettant le chargement et le déchargement d'un grand nombre de conteneurs en toute sécurité, avec précision et de manière efficace.
Transport de cargo aérien
Visant à être le meilleur spécialiste du fret aérien avec une compétitivité de classe mondiale, l'efficacité, la qualité de service et la performance environnementale, tout en maintenant la sécurité des opérations, Nippon Cargo Airlines Co. Ltd (NCA), filiale de NYK, fournit des services internationaux de fret aérien reliant le Japon à l'Amérique du Nord, l'Europe et le reste de l'Asie.
Transport de véhicules
Il offre des services avec la plus grande flotte de transport de véhicules dans le monde d'environ 120 navires et des techniques avancées. Dans le secteur du transport automobile, NYK exploite des services de transport principalement pour les automobiles en provenance du Japon vers l'étranger.
Dry Bulk Transport
Il s'agit du transport de marchandises en vrac vitales pour l'économie mondiale, comme par exemple le minerai de fer, le charbon et le bois.
L’expérience et le vaste réseau des opérations globales permettent d'offrir un niveau optimal de maintenance de la flotte nécessaire pour chaque type de cargaison et de gagner le respect des clients du monde entier.
Tanker Transport (LPG)
Le Tanker Transport (pétrole brut, produits pétroliers propres, chimiques et GPL) consiste en l'exploitation de très grands transporteurs de brut (TGTB) et pétroliers Aframax transportant du pétrole brut; des citernes transportant des produits chimiques et d’autres produits chimiques liquides; et les méthaniers qui transportent le GPL et l'ammoniac.
NYK est entrée dans le secteur du transport du GNL en 1983. La croissance de cette branche de la société a depuis augmenté en corrélation avec la consommation de gaz et d’électricité des entreprises japonaises. La demande de GNL est en constante augmentation à l'échelle mondiale; et il est ainsi prévu que la demande de gaz puisse croitre encore à moyen et à long terme grâce à une production accrue de gaz de schiste en Amérique du Nord. Elle détient actuellement 67 navires de GNL. 

### Croisières
Crystal Cruises Inc. est une filiale en propriété exclusive qui s’est établie en 1988 et opère aux États-Unis, généralement considérée comme opérant dans le domaine des croisières de luxe.
La société dispose actuellement d'un grand navire de croisière de luxe, l’Asuka II. Ses navires sont très appréciés dans le monde entier.
NYK va continuer à étendre son service dans le but de diffuser la culture du navire de croisière de luxe autour du monde. Un navire est actuellement en commande au chantier allemand Meyer Werft, il sera livré en 2025.

### Secteur de l'immobilier
Yusen Real Estate Corporation, filiale du groupe NYK, gère à la fois des bâtiments commerciaux et résidentiels afin de maximiser la valeur de ses actifs immobiliers.
Une spécialisation plus poussée dans ce secteur d'activité a été menée afin d'assurer une gestion efficace.

### Recherches et développement de nouveaux systèmes de transport
NYK se consacre à la recherche et au développement des systèmes de transport afin de satisfaire au mieux les besoins de ses clients.
L’institut de technologie de logistique (Monohakobi Technology Institute : MTI) a été établi à Monohakobi au Japon.
Cet établissement effectue des recherches et le développement dans des domaines techniques liés à la navigation et à la logistique et ce dans un but environnemental et écologique.

## Positionnement de NYK dans le monde
NYK se positionne à la 13e place (sur plus d’une centaine d’armateurs) en termes de conteneurs transportés dans le monde en 2014.
Sa part de marché est de 2,5 % (contre 2,6 % en 2013). Elle reste à son niveau à 0,1 % près mais a perdu une place dans le classement par rapport à 2013.
Le nombre total de conteneurs transportés en 2014 est d’environ 19 millions (482,457 pour NYK).
Afin de faire face à la concurrence, est créée en 2011 la G6 Alliance qui regroupent les armateurs suivants :
- NYK
- Hapag-Lloyd
- OOCL
- APL
- Hyundai
- MOL.

## Source de la traduction
- (en) Cet article est partiellement ou en totalité issu de l’article de Wikipédia en anglais intitulé « Nippon Yusen » (voir la liste des auteurs).